# Marlena Baranowska
Marlena Krystyna Baranowska – polska leśnik, doktor habilitowany nauk rolniczych, profesor na Uniwersytecie Przyrodniczym w Poznaniu, specjalistka od fitopatologii leśnej.

## Kariera naukowa
W 2011 roku na Uniwersytecie Przyrodniczym w Poznaniu uzyskała tytuł magistra inżyniera w zakresie leśnictwa. W 2016 roku została zatrudniona na tejże uczelni, a w 2017 roku na jej Wydziale Leśnym uzyskała stopień doktora nauk rolniczych w zakresie leśnictwa na podstawie rozprawy pt. Wpływ warunków stresowych na podatność wybranych gatunków drzew leśnych w stosunku do Heterobasidion annosum sensu stricto, której promotorem był Piotr Łakomy.  W 2024 roku ta sama uczelnia nadała jej stopień doktora habilitowanego nauk rolniczych w dyscyplinie leśnictwa na podstawie pracy pt. Różnorodność zbiorowisk grzybów czeremchy amerykańskiej (Prunus serotina Ehrh.) oraz efektywność wschodów jej nasion poza granicami naturalnego występowania.